# El Independiente (diario digital)
El Independiente es un diario digital español, editado íntegramente en castellano que comenzó su publicación en septiembre de 2016, con especial énfasis en la información política y económica, además de contar con secciones de opinión, ciencia y otras. 
La empresa editora es Park Row Digital S.L., en la que poseen una participación del 51% los periodistas y promotores del medio.
Aparte del servicio de noticias que es su actividad principal, anualmente organiza un Congreso Internacional sobre Inteligencia Artificial desde 2018

## Historia
Fue fundado por Casimiro García-Abadillo, su actual director, junto a Victoria Prego y otros profesionales del sector de la información.

## Difusión
Desde diciembre de 2018 hasta marzo de 2025, ha presentado una difusión con más de 2 millones de lectores mensuales únicos, según OJD Interactiva, habiendo bajado ligeramente desde entonces.